# Shtisel

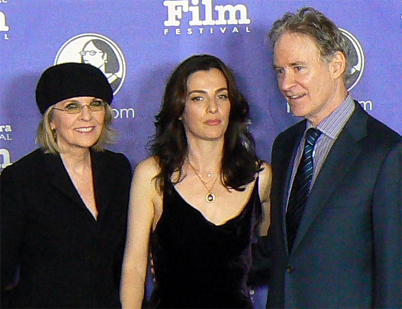
Ayelet Zurer (centro) interpreta Elisheva, a viúva, em Shtisel. Ao lado: Diane Keaton e Kevin Kline (2012)

Shtisel (em hebraico:  שטיסל) é uma série dramática de televisão israelense sobre uma família judia fictícia que vive em Geula, Jerusalém. Criada e escrita por Ori Elon e Yehonatan Indursky, a série estreou em 29 de junho de 2013 no yes Oh e é distribuída pelo serviço de streaming online Netflix. O programa tem 12 episódios por temporada. Em maio de 2019, o escritor Yehonatan Indursky anunciou que o programa seria renovado a terceira temporada, lançada em março de 2021.

## Descrição
A série segue a vida de Shulem Shtisel (Dov Glickman), o patriarca Shtisel, um rabino na yeshiva local  e também os outros membros de sua família. Shtisel está situado em um bairro religioso, livre de Internet. A comunidade segue rígidos costumes haredi e a violação das normas geralmente causa caos dentro da família. No entanto, os personagens, mais abertos ao estilo de vida secular, refletem a moderação de Geula em comparação com seus vizinhos em Mea She'arim, a comunidade adjacente conhecida pelo extremismo religioso.

## Recepção
A série foi considerada inovadora por tratar um grupo irregular de judeus ortodoxos, retirando-os de suas associações políticas e apresentando-os como pessoas "comuns".
Em abril de 2019, o Dr. Maurice Yacowar (professor aposentado de estudos de cinema e autor de "Os Sopranos no Sofá", Continuum) publicou um episódio por análise de episódio das [primeiras] duas temporadas do Shtisel, intitulado "Reading Shtisel: A TV Masterpiece of Israel " 
Em outubro de 2016, foi anunciado que a Amazon Studios estava planejando refazer Shtisel, ambientado no Brooklyn, Nova York, sob o título Emmis. 

## Elenco
- Dov Glickman como Shulem Shtisel
- Michael Aloni como Akiva Shtisel
- Neta Riskin como Giti Weiss
- Shira Haas como Ruchami Weiss
- Sarel Piterman como Zvi Arye Shtisel
- Zohar Strauss como Lippe Weiss
- Orly Silbersatz Banai como Aliza Gvili
- Ayelet Zurer como Elisheva Rotstein
- Sasson Gabai como Nukhem Shtisel
- Ori Ilovitz como Haim'ke Weiss
- Hadas Yaron como Libbi Shtisel
- Eliana Shechter como Tovi Shtisel
- Hanna Rieber como Malka Shtisel (avó, primeira temporada)
- Lea Koenig como Malka Shtisel (avó, segunda temporada)